# Vila de Ala
Vila de Ala is een plaats (freguesia) in de Portugese gemeente Mogadouro en telt 359 inwoners (2001).